# جام کیرین
جام فوتبال کایرین (به ژاپنی: キリンカップサッカー، هپبورن: Kirin Kappu Sakkā) یک مسابقات فوتبال انجمنی است که توسط شرکت آبجوسازی کرین در ژاپن برگزار می‌شود. میزبان، ژاپن، در هر دوره شرکت می‌کند. این مسابقات در سال ۱۹۷۸ تأسیس شد و سپس به عنوان جام ژاپن (مسابقه بین‌المللی که تیم‌های ملی و باشگاه‌ها در آن شرکت داشتند) شناخته می‌شد و آخرین بار در سال ۲۰۱۶ به صورت کامل برگزار شد.
از سال ۱۹۹۲ به بعد، قالب به مسابقات تیم ملی رفت و برگشت تغییر یافت. اولین کشوری که در این رقابت‌ها برنده شد، آرژانتین بود. ژاپن با یازده عنوان موفق‌ترین تیم مسابقات است و پس از آن پرو با سه عنوان قهرمانی قرار دارد. از سال ۲۰۱۶، دارندگان جام فعلی بوسنی و هرزگوین هستند.
از زمان شروع مسابقات بین‌المللی در سال ۱۹۹۲، این مسابقات میزبان تیم‌های مختلفی از آمریکای جنوبی، اروپا، آسیا و آفریقا بوده است. از میان اعضای آمریکای جنوبی CONMEBOL که دعوت شده‌اند (آرژانتین، شیلی، کلمبیا، اکوادور، پاراگوئه، اروگوئه و پرو)، پرو موفق‌ترین بوده است (سه عنوان).
از بین مدعوین اروپایی، هفت قهرمان مختلف حضور داشته‌اند که موفق‌ترین آنها جمهوری چک با دو عنوان قهرمانی بوده است که مجارستان، فرانسه، بوسنی و هرزگوین، بلژیک، اسلواکی و اسکاتلند هر کدام یک عنوان را کسب کرده‌اند. به جز ژاپن، تنها کشور آسیایی دیگری که این مسابقات را برنده شده است، امارات متحده عربی (۲۰۰۵) است که این عنوان را با پرو به اشتراک گذاشت.
هیچ تیم آفریقایی برنده مسابقات نشده است (فقط یک تیم آفریقایی فقط در یک دوره شرکت کرده است).
علاوه بر جام فوتبال سالانه کایرین، چند جام چالش کایرین (به ژاپنی: キリンチャレンジカップ、キリンチャレンンチャレンジ杯 در ژاپن انجام می‌شود، همچنین توسط کیرنیا، هپبورن، با حمایت سالیانه انجام می‌شود. . ژاپن جدیدترین جام کایرین ۲۰۲۱ را با پیروزی ۱–۰ مقابل صربستان در ۱۱ ژوئن ۲۰۲۱ برگزار کرد.

## تورنومنت‌ها
جام ۱۹۷۸ ژاپن
قهرمانی بروسیا مونشن‌گلادباخ آلمان و پالمیراس برزیل.
جام ۱۹۷۹ ژاپن
قهرمانی توسط تاتنهام هاتسپر انگلیس.
جام جهانی فوتبال کایرین ژاپن ۱۹۸۰
قهرمانی توسط میدلزبورو انگلیس
جام جهانی فوتبال کایرین ژاپن ۱۹۸۱
قهرمانی باشگاه کلوب بروژ نروژ.